# گرگ بلوندل
گرگ بلوندل (انگلیسی: Gregg Blundell؛ زادهٔ ۳ اکتبر ۱۹۷۷) بازیکن فوتبال اهل بریتانیا است.
از باشگاه‌هایی که در آن بازی کرده‌است می‌توان به باشگاه فوتبال دونکستر راورز، باشگاه فوتبال ترانمره راورز، باشگاه فوتبال دارلینگتون، باشگاه فوتبال واکسول موتورز، باشگاه فوتبال بارو، باشگاه فوتبال نورتویچ ویکتوریا، و باشگاه فوتبال آکرینگتون استنلی اشاره کرد.
وی همچنین در تیم ملی فوتبال England C بازی کرده‌است.